# Gibbestoloides compacta
Gibbestoloides compacta là một loài bọ cánh cứng trong họ Cerambycidae.